# Райские птицы
Ра́йские пти́цы (лат. Paradisaeidae) — семейство воробьинообразных птиц. Насчитывает 45 видов, большая часть из которых (38 видов) обитает на Новой Гвинее, остальные — на близлежащих относительно небольших островах, принадлежащих как Папуа-Новой Гвинее, так и Индонезии, а также на восточном побережье Австралии. Ближайшими родственниками райских птиц являются шалашниковые.

## Классификация
Классификация Сибли — Алквиста (1990) включала райских птиц как подсемейство в семейство врановых. В настоящее время райских птиц выделяют в отдельное семейство с 17 родами и 45 видами:
- Astrapia — Астрапии
  - Astrapia mayeri — Астрапия
  - Astrapia nigra — Черногорлая астрапия
  - Astrapia rothschildi — Синегрудая астрапия
  - Astrapia splendidissima — Великолепная астрапия
  - Astrapia stephaniae — Астрапия принцессы Стефании
- Cicinnurus — Королевские райские птицы
  - Cicinnurus regius — Королевская райская птица
- Diphyllodes — Великолепные райские птицы
  - Diphyllodes magnificus — Великолепная райская птица
  - Diphyllodes respublica — Синеголовая великолепная райская птица
- Drepanornis — Серпоклювые райские птицы
  - Drepanornis albertisi — Желтохвостая серпоклювая райская птица
  - Drepanornis bruijnii — Белоклювая серпоклювая райская птица
- Epimachus — Шилоклювые райские птицы
  - Epimachus fastosus — Красная шилоклювая райская птица
  - Epimachus meyeri — Бурая шилоклювая райская птица
- Lophorina — Чудные райские птицы
  - Lophorina superba — Чудная райская птица
  - Lophorina latipennis
  - Lophorina minor
- Lycocorax — Райские вороны
  - Lycocorax pyrrhopterus — Райская ворона
  - Lycocorax obiensis
- Manucodia — Манукодии
  - Manucodia alter Rothschild & Hartert, 1903
  - Manucodia ater — Блестящая манукодия
  - Manucodia chalybatus
  - Manucodia comrii — Кудрявая манукодия
  - Manucodia jobiensis — Гривистая манукодия
- Paradigalla — Шлемоносные райские птицы
  - Paradigalla carunculata — Чёрная шлемоносная райская птица
  - Paradigalla brevicauda
- Paradisaea — Райские птицы
  - Paradisaea apoda — Большая райская птица
  - Paradisaea decora — Гольдиева райская птица
  - Paradisaea guilielmi — Императорская райская птица
  - Paradisaea minor — Малая райская птица
  - Paradisaea raggiana
  - Paradisaea rubra — Красная райская птица
- Paradisornis
  - Paradisornis rudolphi — Синяя райская птица
- Parotia — Райские птицы-паротии
  - Parotia berlepschi
  - Parotia carolae — Паротия Кэрол
  - Parotia helenae
  - Parotia lawesii — Синезатылочная паротия
  - Parotia sefilata — Западная паротия
  - Parotia wahnesi — Ванесова паротия
- Phonygammus — Трубящие райские птицы
  - Phonygammus keraudrenii — Трубящая райская птица
- Pteridophora — Чешуйчатые райские птицы
  - Pteridophora alberti — Чешуйчатая райская птица
- Ptiloris — Щитоносные райские птицы
  - Ptiloris intercedens
  - Ptiloris magnificus — Великолепная щитоносная райская птица
  - Ptiloris paradiseus — Щитоносная райская птица
  - Ptiloris victoriae — Щитоносная райская птица Виктории
- Seleucidis — Нитчатые райские птицы
  - Seleucidis melanoleucus — Нитчатая райская птица
- Semioptera — Вымпеловые райские птицы
  - Semioptera wallacii — Вымпеловая райская птица

Гибриды:
- Райская птица Бенсбаха (Ptiloris magnificus × Paradisaea minor)
- Epimachus fastuosus × Astrapia nigra
- Astrapia mayeri × Astrapia stephaniae